# Maison du Petit-Paris
La  maison du Petit-Paris, ou maison de Marcel Dhièvre  est une maison décorée en style Art naïf située à Saint-Dizier, département de la Haute-Marne de la région Grand Est, elle est inscrite au titre des Monuments historiques depuis 1984.

## Maison
Marcel Dhièvre décore sa maison à un étage Au Petit Paris dans un style naïf et décoratif, les éléments sont liés les uns aux autres pour former un récit.
La décoration n'est pas simplement un dessin, elle est aussi en volume, par exemple l'arbre et le corbeau de la fable  ressortent de la façade avec un renard en ronde bosse. La flore exubérante est à la fois cadre pour les portes, fenêtres et en même temps le lien qui unifie le récit.
L'usage de la miniaturisation lui permet un grand nombre de scènes narrative et ainsi sur une maison de proportion modeste il évoque un grand nombre de tableaux. Il utilise très souvent une symétrie axiale pour chaque thème. 
Il utilise la faïence, le verre, tous morceaux qu'il intègre dans ses réalisations. 
Son œuvre est inspirée du quotidien, chats, pigeons, déroulement des saisons mais aussi des monuments qu'il a découvert à Paris en allant y chercher de la marchandise.

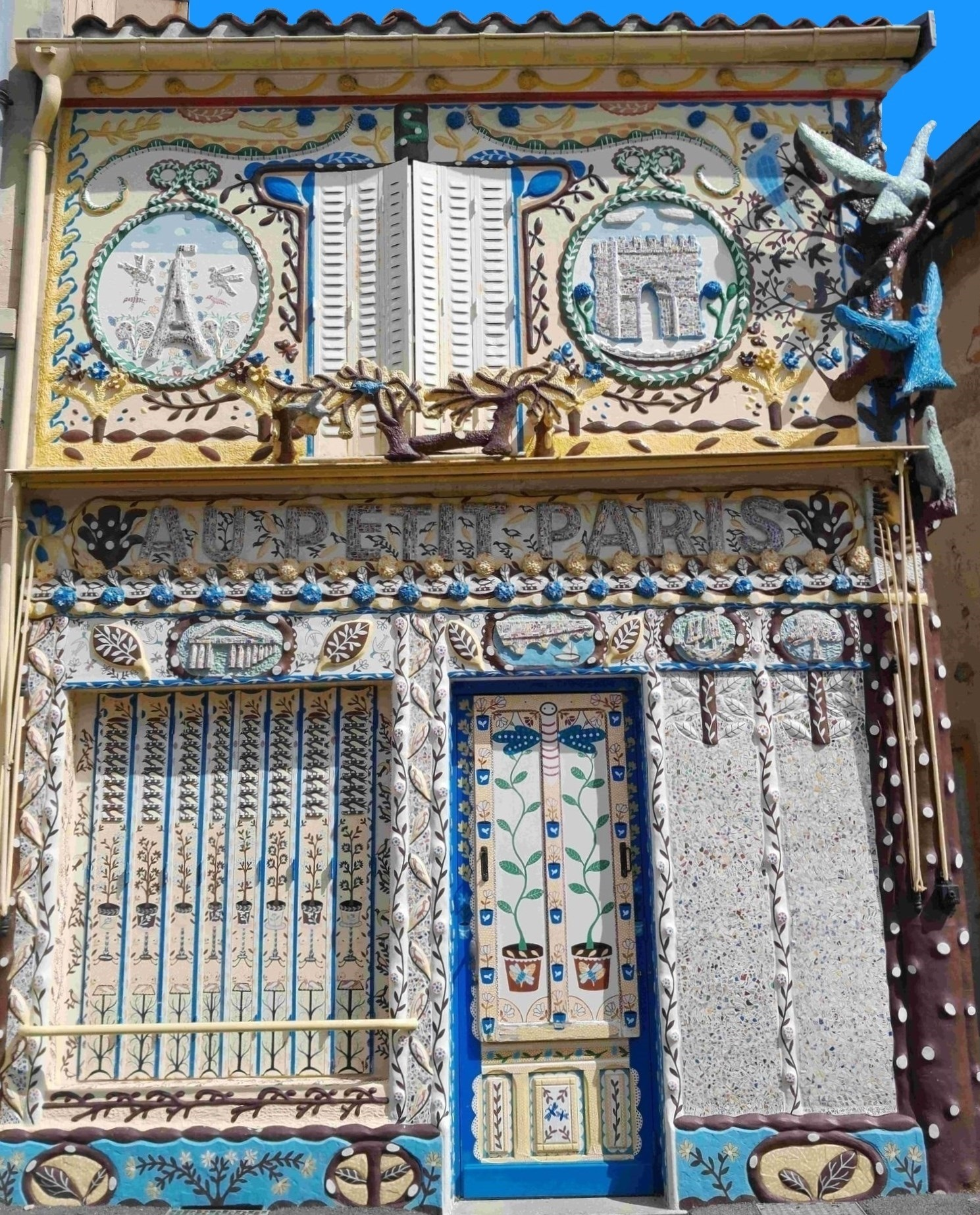
La Maison du Petit-Paris

## Autres œuvres
Marcel Dhièvre a aussi produit des tableaux sur panneau de bois, des sculptures, qui sont visibles dans la maison.

## L'artiste
Marcel Dhièvre est né le 23 juillet 1898 à Laneuville-au-Pont de parents ouvriers agricoles, il fut tôt journalier à la ferme Valois dans son village. Sa paralysie partielle de la main droite le dispense d'aller au front pendant la Première Guerre mondiale. Il devint charpentier à la S.N.C.F. en 1920 à Saint-Dizier et achète sa maison du 478 avenue de la République en 1922. Il quitte son emploi pour ouvrir avec son épouse, Justine Croute, un commerce de bonneterie au rez-de-chaussée et en ambulant. Il divorce en 1935 pour se remarier avec Constance Colasse en 1937 à qui il dédie son œuvre. Il vit avec elle à Eurville. En 1960 il est à la retraite et consacre de plus en plus de temps à son art. Il est très attaché à ce qu'il réalise, donne peu d’œuvres et n'en vend pas. Il meurt à son domicile le 27 novembre 1977.  

## Patrimoine
Inscrite en 1984 à l'inventaire des Monuments historiques, la maison a été rénovée en 2012. Le bâtiment a d'abord été sauvé par Katy Couprie, artiste bragarde et parisienne, puis racheté par la mairie de Saint-Dizier. En 2018-19 une association (Au Petit Paris) et la mairie décident ensemble de réhabiliter la maison et d'en faire un bar associatif. La rénovation est dirigée par l'architecte et urbaniste Charlotte Lurat. L'entièreté de la structure du bâtiment est rénovée, et une extension est construite. 

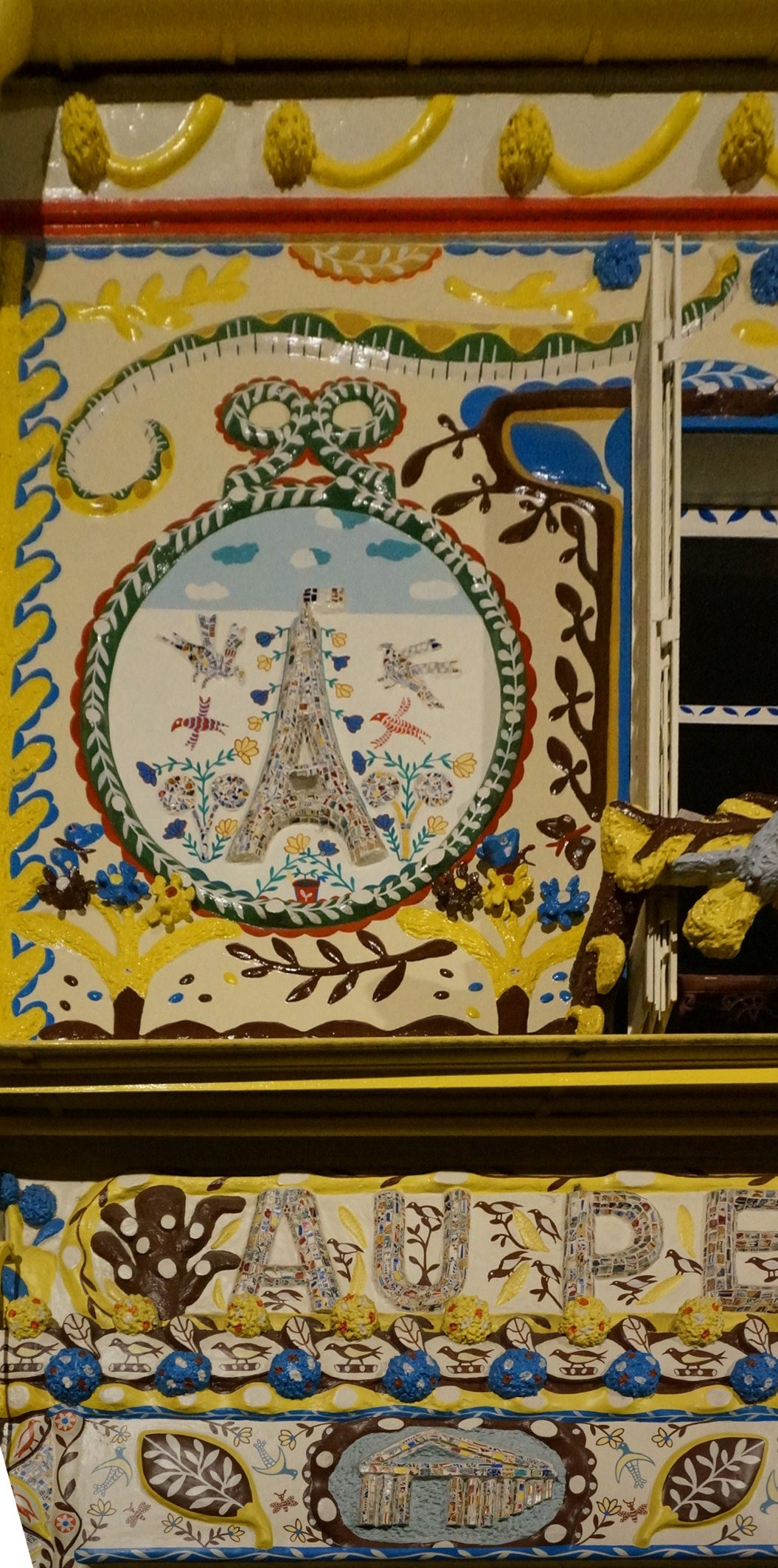
Sur la façade.
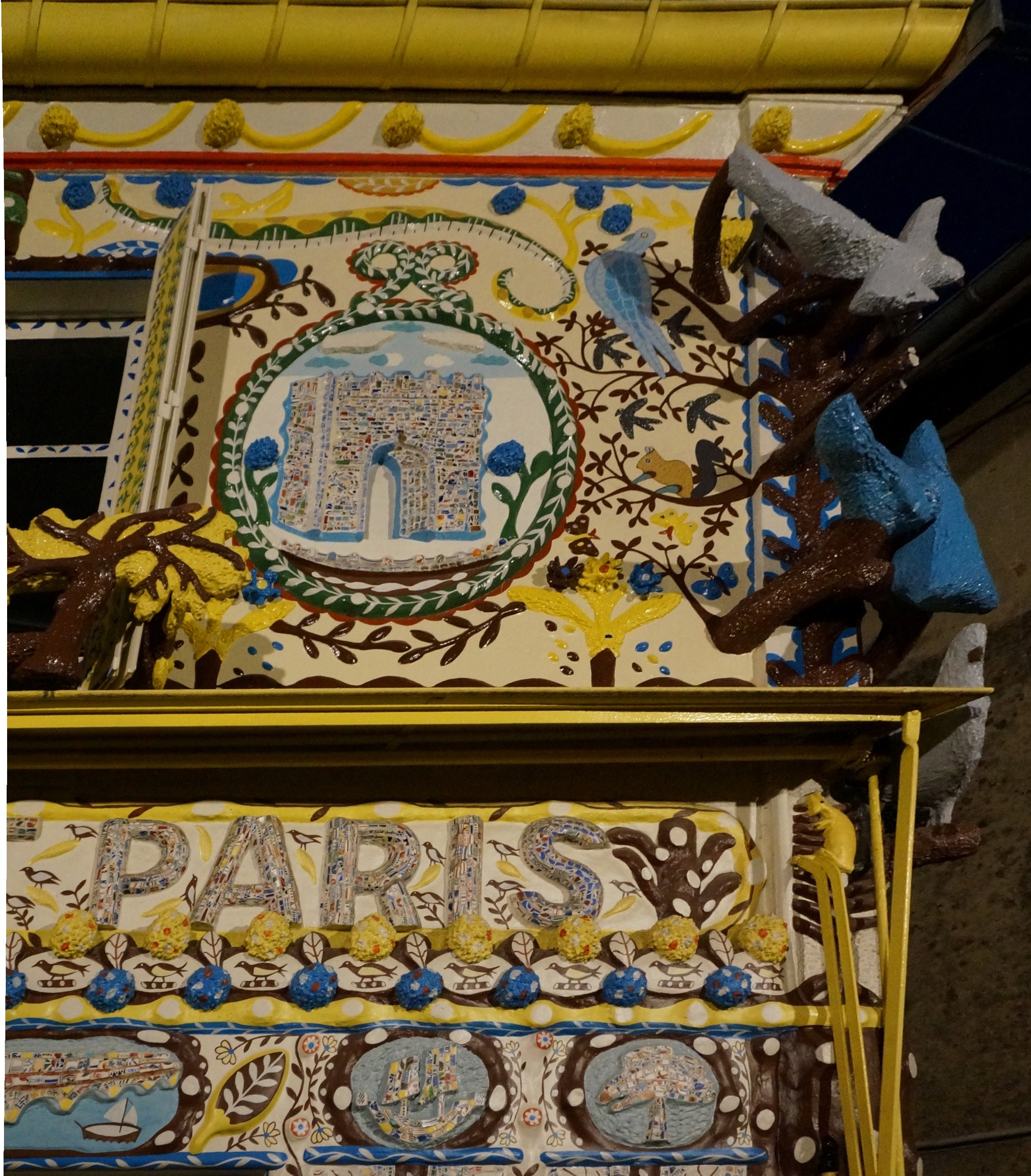
Sur la façade, à droite.
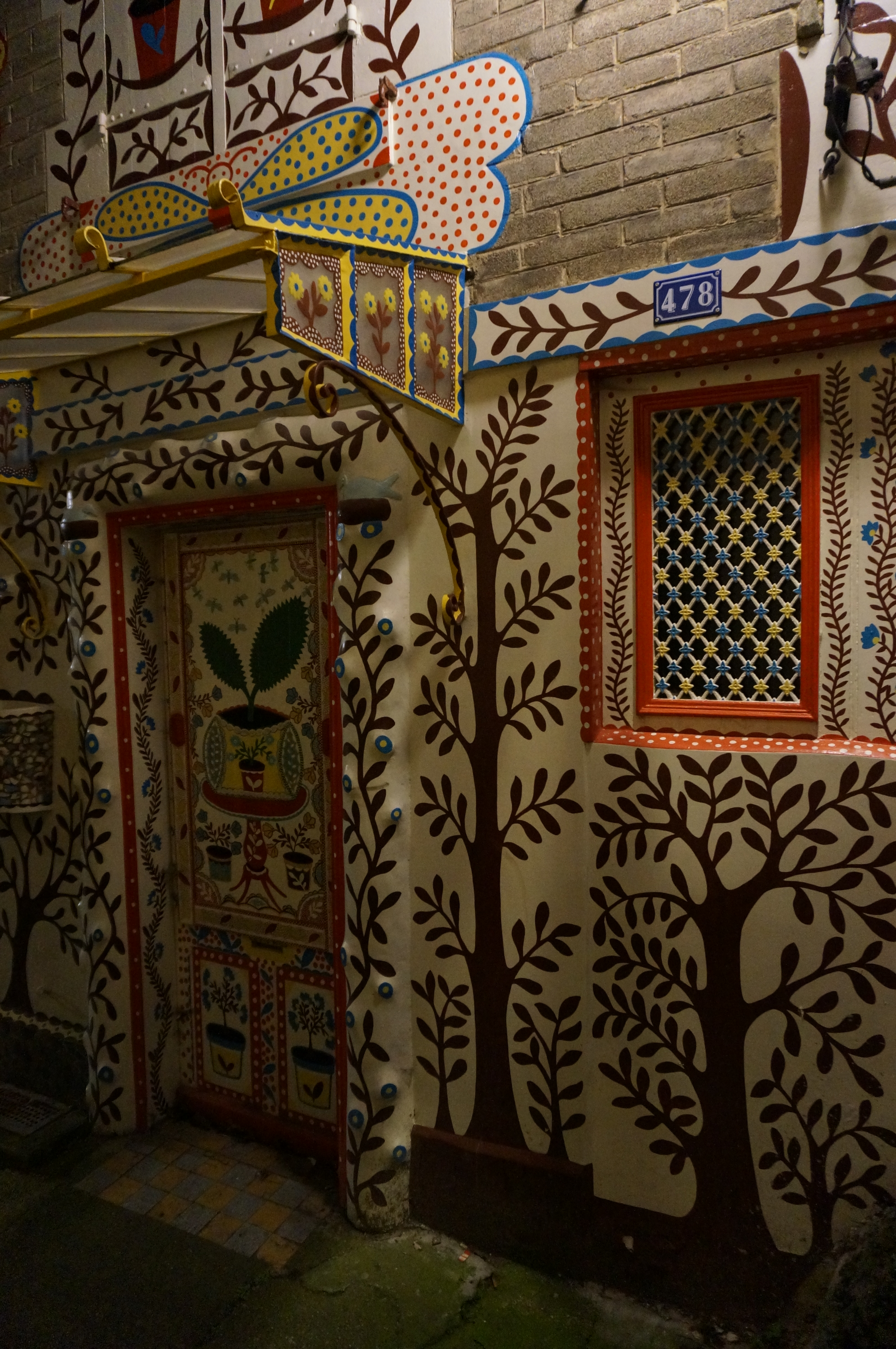
Sur la ruelle.
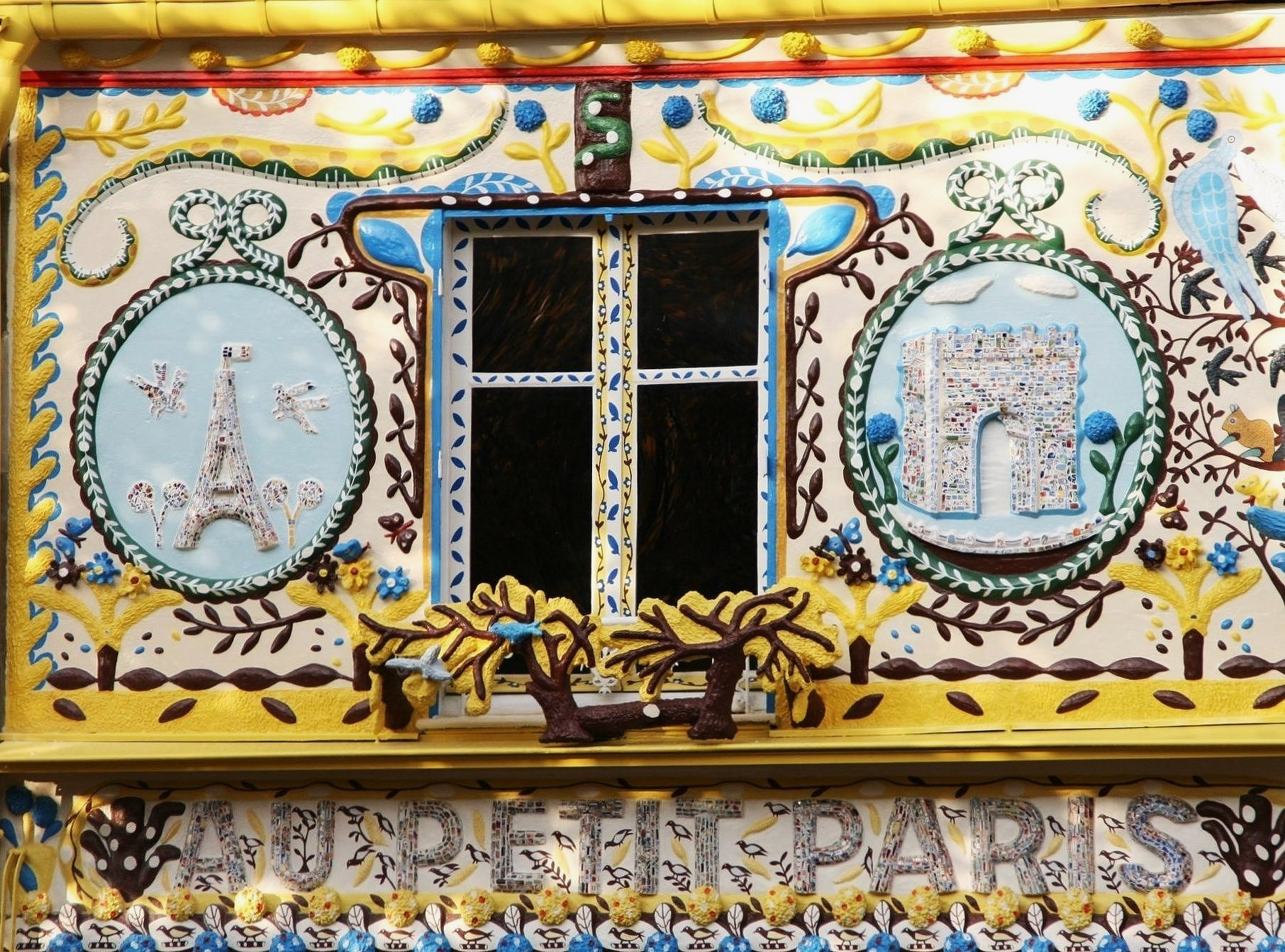
Détails façade du Petit-Paris.